# LA Aluminios-Antarte/Saison 2012
Dieser Artikel listet Erfolge und Fahrer des Radsportteams LA Aluminios-Antarte in der Saison 2012 auf.

## Platzierungen in UCI-Ranglisten
| UCI Continental Circuit | Platz |
| ----------------------- | ----- |
| UCI Europe Tour 2012    | 69    |

## Abgänge – Zugänge
| Zugänge           | Team 2011                | Abgänge             | Team 2012   |
| ----------------- | ------------------------ | ------------------- | ----------- |
| José Mendes       | CCC Polsat Polkowice     | Hernâni Broco       | Caja Rural  |
| Enrique Salgueiro | Louletano/Loulé Concelho | Amaro Antunes       | Carmim-Prio |
|                   |                          | Miguel Ángel Candil | Unbekannt   |
|                   |                          | Rui Vinhas          | Unbekannt   |

## Mannschaft
| Name                | Geburtstag        | Nationalität |              |
| ------------------- | ----------------- | ------------ | ------------ |
| Marcio Barbosa      | 20. Februar 1986  | Portugal     |              |
| José Mendes         | 24. April 1985    | Portugal     |              |
| Edgar Pinto         | 27. August 1985   | Portugal     |              |
| Hugo Sabido         | 14. Dezember 1979 | Portugal     |              |
| Enrique Salgueiro   | 2. Mai 1981       | Spanien      |              |
| Bruno Sancho        | 13. Dezember 1985 | Portugal     |              |
| Hugo Sancho         | 14. Dezember 1979 | Portugal     |              |
| Virgilio dos Santos | 29. Mai 1976      | Portugal     |              |
| Bruno Silva         | 17. Mai 1988      | Portugal     |              |
| Stagiaires          | Stagiaires        | Nationalität | Nationalität |
| Luis Afonso         | 14. Januar 1990   | Portugal     |              |
| João Correia        | 23. März 1990     | Portugal     |              |